# Центар за хришћанско-демократске студије
Центар за хришћанско-демократске студије је основан марта 2010. године под називом Покрет хришћанских демократа Србије, ради истраживања и промоције хришћанске демократије. Делатност ове невладине организације укључује ширење хришћанско-демократских идеја и вредности у друштву путем интернета, образовних програма и трибина. Покрет хришћанских демократа Србије је био покретач едукативног програма под називом Школа хришћанске демократије, организованог у сарадњи са Фондацијом Конрад Аденауер током 2011. године. Удружење је придружени члан Европског хришћанског политичког покрета. Крајем 2014. године организација мења назив у Центар за хришћанско-демократске студије, а од 2024. године функционише као неформална мрежа.    